# Apsil mallochi
Apsil mallochi är en tvåvingeart som beskrevs av Márcia Souto Couri 2006. Apsil mallochi ingår i släktet Apsil och familjen husflugor. Inga underarter finns listade i Catalogue of Life.